# Juan Fernández de Alderete
Juan Fernández de Alderete (Toro, 1503 - Santiago de Chile, 1572) fue uno de los conquistadores de Venezuela, junto a Jerónimo de Ortal y Pedro de Valdivia. Decía estar emparentado con Jerónimo de Alderete, compañero de armas de Valdivia y Alderete en la conquista de Chile.

## Biografía
Se desconoce la primera parte de su vida. En 1534 se alistó en la milicia de Jerónimo de Ortal, en su expedición de búsqueda de El Dorado. Alderete permaneció en la retaguardia al salir Ortal desde Sanlúcar de Barrameda, partiendo posteriormente con refuerzos. En noviembre llegó a Cubagua, donde alcanzó a Ortal, pasando a Tierra Firme, donde fundaron San Miguel de Neveri, en 1535.
Alderete luchó a las órdenes de Ortal y de Agustín Delgado contra los indios e incluso contra los españoles enviados desde la isla de Trinidad por su rival Antonio Sedeño para arrebatarles sus conquistas. En febrero de 1535 la hueste pasó a los llanos en busca del Meta y se sublevó contra su jefe Ortal en Chapaure, mandándole a la costa. Fernández de Alderete quedó como jefe de los rebeldes con otro capitán llamado Martín Nieto. Cruzaron hacia el oeste y hallaron las avanzadillas de la hueste alemana de los Welser de Augsburgo al mando de Nicolás Federmann en la actual región de El Tocuyo y Carora. Se unieron al alemán y le propusieron organizar una expedición conjunta desde Santa Ana de Coro, pero Federmann ordenó que se les apresara y confiscara el oro de los botines. Fernández de Alderete logró huir de la ciudad y llegar a Santo Domingo en 1537, donde presentó una relación de las entradas y acusó a los Welser. En 1538 pasó al Perú y después partió a Chile, uniéndose a Pedro de Valdivia en Tarapacá. Valdivia le nombró regidor del primer cabildo de Santiago de Chile en 1541 y le otorgó una encomienda de indios en el río Mapocho; cargo que alternó con el de alcalde hasta 1557. También fue varios años tenedor de bienes de difuntos, en 1549 veedor y en 1559 alférez real. Se retiró luego de la vida civil e ingresó en la orden franciscana en 1561, a la que había donado personalmente el solar donde se erigió el Hospital de Nuestra Señora del Socorro, el primer recinto hospitalario en territorio chileno junto al Convento de San Francisco del Sagrario, donde moriría once años después.